# Silvia Dionisio
Silvia Dionisio, née le 28 septembre 1951 à Rome, est une actrice italienne qui joue, de 1966 à 1982, dans une cinquantaine de films, principalement en Italie mais aussi en France (Les Grandes Vacances de Jean Girault et À la guerre comme à la guerre de Bernard Borderie).

## Biographie
Silvia Dionisio commence au cinéma en 1965 dans le film Darling de John Schlesinger alors qu’elle n’a que quatorze ans.
En 1970, Tonino Valerii lui offre le premier rôle de l’adaptation cinématographique du scandaleux roman Une jeune fille nommée Julien de Milena Milani. Véritable ode au tribadisme, ce film est certainement le plus retentissant de sa carrière. Il représentera d’ailleurs cette même année l’Italie à la Berlinale.
Le 5 décembre 1971, elle épouse le réalisateur Ruggero Deodato. Ensemble, ils tourneront Vacanze sulla Costa Smeralda en 1968, Ondata di piacere en 1975, thriller érotique considéré comme l’un des meilleurs films de Deodato, et un poliziottesco, Deux Flics à abattre en 1976. La même année, elle prête sa voix en tant que narratrice sur le titre Volo AZ 504 du groupe italien Albatros.

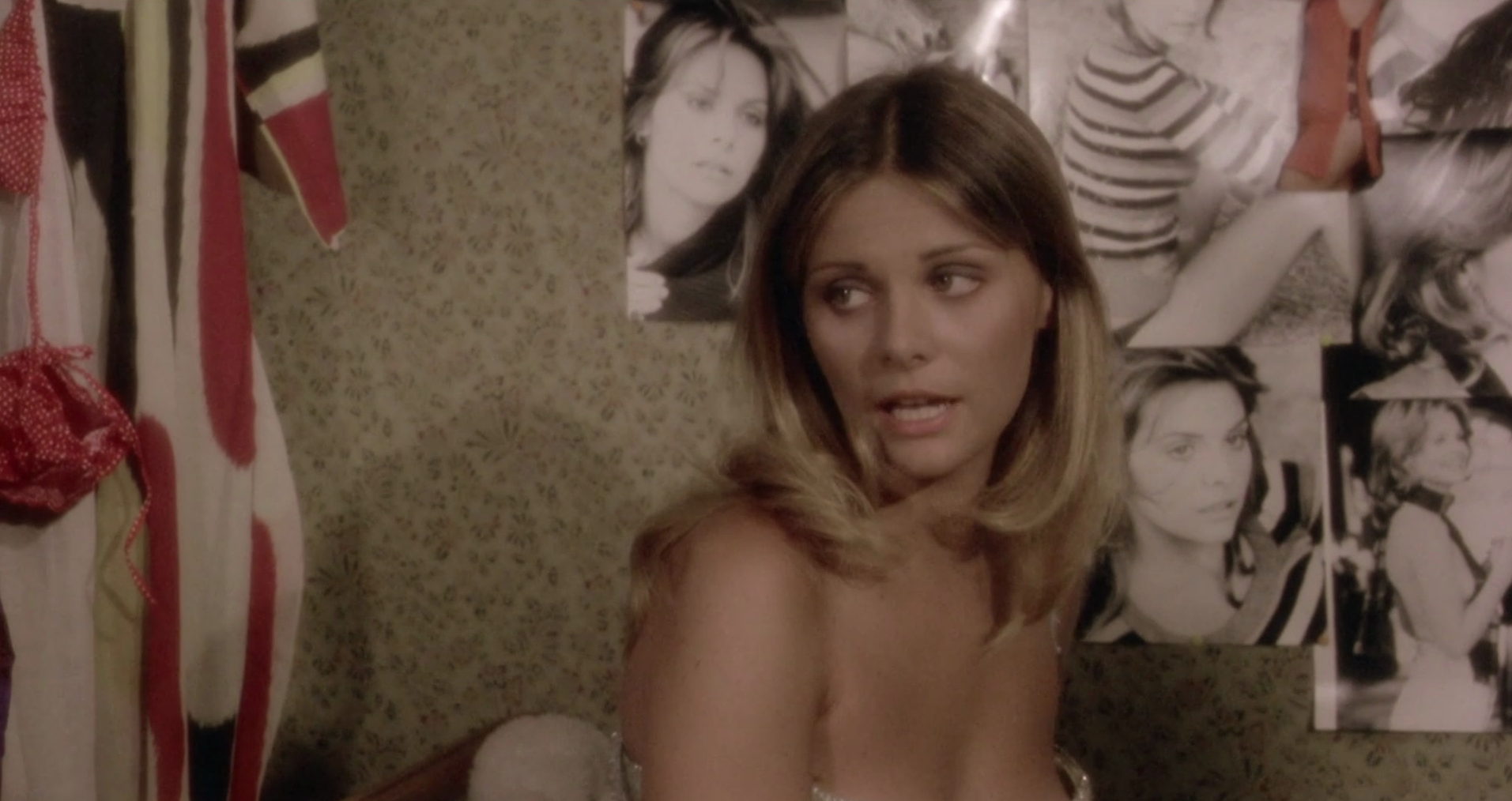
Dans ' (1975).

Selon Deodato, Silvia n’était pas censée jouer dans Ondata di piacere. Alors que lui-même le lui déconseillait fortement, considérant qu’une star n’avait pas de place dans un banal film d’exploitation, celle-ci, nullement effrayée par les scènes érotiques, l’obligea à changer d’actrice principale sous le prétexte qu’à cette époque toutes les comédiennes en tournaient. C’est également dans ce film où l’on voit pour la première fois à l’écran leur fils et acteur Saverio Deodato, encore nourrisson à l’époque. Silvia restera mariée à Ruggero encore plusieurs années avant de divorcer en 1979.
Comme la plupart des actrices de l’époque, elle participe souvent à des séances photos dénudées, pour le magazine Lui entre autres. Elle fait plusieurs fois la couverture de la version italienne de Playboy dont une avec sa sœur cadette Sofia Dionisio, elle aussi actrice.
Au début des années 1980, elle met un terme à sa carrière de comédienne. Sa dernière apparition devant une caméra est pour un spot publicitaire de Campari réalisé par le maître Federico Fellini et intitulé Oh, che bel paesaggio! (Oh, quel beau paysage).

## Filmographie

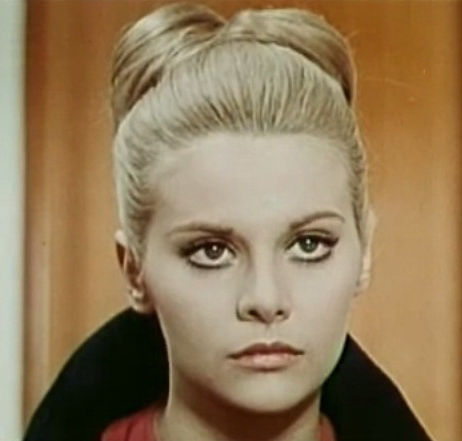
Dionisio dans Une jeune fille nommée Julien en 1970.

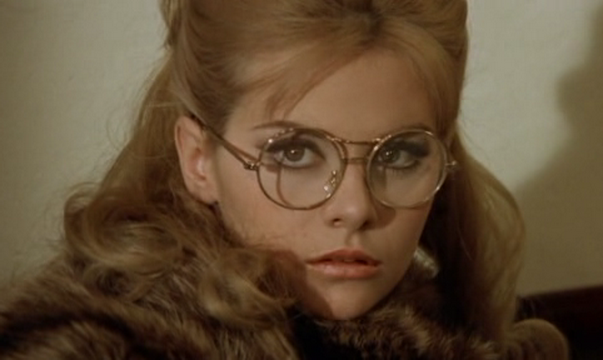
Dionisio dans Le Commissaire Pepe en 1969.

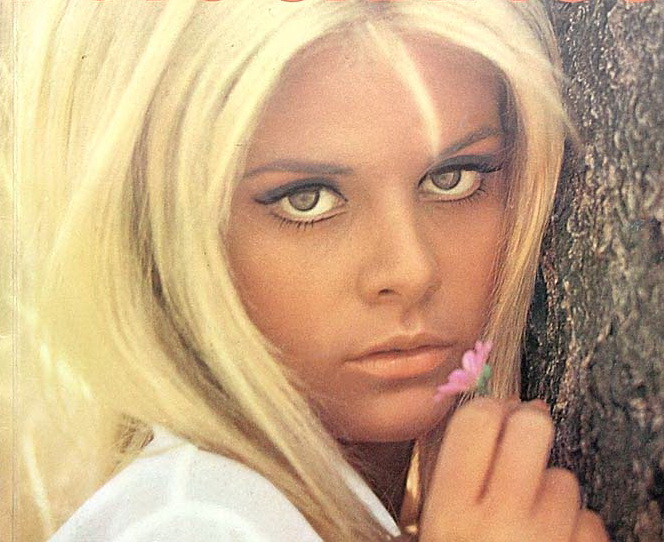
En août 1970.

- 1965 : Darling chérie (Darling) de John Schlesinger
- 1966 : Rita la zanzara de Lina Wertmüller
- 1967 : Allô, il y a une certaine Giuliana pour toi (Pronto... c'è una certa Giuliana per te) de Massimo Franciosa
- 1966 : Les Grandes Vacances de Jean Girault
- 1968 : Eat It de Francesco Casaretti
- 1968 : Le Sadique de la treizième heure (Nude... si muore) d'Antonio Margheriti
- 1968 : Vacanze sulla Costa Smeralda de Ruggero Deodato
- 1969 : Lisa dagli occhi blu (it) de Bruno Corbucci
- 1969 : Casanova, un adolescent à Venise (Infanzia, vocazione e prime esperienze di Giacomo Casanova, veneziano) de Luigi Comencini
- 1969 : Italiani! È severamente proibito servirsi della toilette durante le fermate (it) de Vittorio Sindoni
- 1969 : Exécutions (Un detective) de Romolo Guerrieri
- 1969 : Le Commissaire Pepe (Il commissario Pepe) d'Ettore Scola
- 1969 : Pensiero d'amore (it) de Mario Amendola
- 1970 : Lacrime d'amore (it) de Mario Amendola
- 1970 : Une jeune fille nommée Julien (La ragazza di nome Giulio) de Tonino Valerii
- 1970 : Crystalbrain, l'uomo dal cervello di cristallo de Juan Logar
- 1970 : Un prêtre à marier (Il prete sposato) de Marco Vicario
- 1971 : Les Maffiosi (La violenza: quinto potere) de Florestano Vancini
- 1971 : La Grande Chevauchée de Robin des Bois (L'arciere di fuoco) de Giorgio Ferroni
- 1972 : À la guerre comme à la guerre de Bernard Borderie
- 1973 : Sgarro alla camorra d'Ettore Maria Fizzarotti
- 1974 : L'erotomane de Marco Vicario
- 1974 : Le Baiser d'une morte (Il bacio di una morta) de Carlo Infascelli.
- 1974 : Du sang pour Dracula (Dracula cerca sanque di vergine e mori di sete) de Paul Morrissey
- 1975 : Perverse Jeunesse (it) (Amore mio spogliati... che poi ti spiego!) de Fabio Pittorru (it) et Renzo Ragazzi (it)
- 1975 : Mes chers amis (Amici miei) de Mario Monicelli
- 1975 : Ondata di piacere de Ruggero Deodato
- 1976 : Milano violenta de Mario Caiano
- 1976 : Allô... Madame (Natale in casa d'appuntamento) de Armando Nannuzzi
- 1976 : Pudeurs à l'italienne (Il comune senso del pudore) d'Alberto Sordi
- 1976 : Noi siam come le lucciole (it) de Giulio Berruti
- 1976 : La Peur règne sur la ville (Paura in città) de Giuseppe Rosati
- 1976 : MKS... 118 (Poliziotti violenti) de Michele Massimo Tarantini
- 1975 : Ab morgen sind wir reich und ehrlich de Franz Antel
- 1976 : I prosseneti de Brunello Rondi
- 1976 : Deux Flics à abattre (Uomini si nasce poliziotti si muore) de Ruggero Deodato
- 1977 : Ras-le-bol à l'italienne (Il Belpaese) de Luciano Salce
- 1978 : L'inquilina del piano di sopra (it) de Ferdinando Baldi
- 1979 : Une langouste au petit-déjeuner (Aragosta a colazione) de Giorgio Capitani
- 1979 : Aldo fait ses classes (Riavanti... Marsch!) de Luciano Salce
- 1979 : Les Filles du wagon-lit (La ragazza del vagone letto) de Ferdinando Baldi
- 1980 : Tranquille donne di campagna (it) de Claudio Giorgi (it)
- 1980 : L'ebreo fascista de Franco Molè (it)
- 1980 : Ciao marziano (it) de Pier Francesco Pingitore
- 1981 : Crema, cioccolata e... paprika (it) de Michele Massimo Tarantini
- 1981 : Angoisse (Follia omicida) de Riccardo Freda
- 1982 : La sconosciuta (mini-série, 4 épisodes) de Daniele D'Anza

## Autres

### Services photographiques
- 1974 : Playboy no 8 (Italie)
- 1976 : Playboy no 4 (Italie), avec sa sœur Sofia Dionisio
- 1976 : Lui no 151 août (France), 4 photos 6 p.
- 1977 : Yes no 16 octobre (Espagne), 8 photos 5 p.

### Couvertures de magazines
- 1973 : Ciné Revue no 12 (Belgique)
- 1974 : Playboy no 8 (Italie)
- 1976 : Playboy no 4 (Italie), avec sa sœur Sofia Dionisio
- 1979 : Ciné Revue no 42 (Belgique)
- 1986 : Albo Blitz no 2 10 janvier (Italie)